# Притяжение (манга)
Притяжение (яп. グラビテーション Гурабитэ:сён, Gravitation) — манга и аниме, рассказывающие об отношениях между писателем-романистом и молодым певцом. Манга создана Маки Мураками. Режиссёр аниме, лицензированного в России под названием «Gravitation: Парни со сцены», — Боб Сирохата. Главными героями являются певец Сюити Синдо и его возлюбленный Эйри Юки. Сюжет основан на вымышленной истории группы Bad Luck с начала её раскрутки до пика популярности. Аниме и OVA наполнены поп-музыкой, живыми и яркими героями, запоминающимися комедийными моментами, грустными сценами, а порой и жестокостью.
Манга закончилась в 2002 году после выпуска последнего, двенадцатого тома. На английском манга была выпущена компанией Tokyopop 7 марта 2006 года. В России лицензирована «Комикс-Арт».
Показ аниме прошёл в Японии с 4 октября 2000 года по 10 января 2001 года на канале WOWOW. Всего вышло 13 серий. Манга продолжает историю дальше, чем показано в аниме. В аниме действия прерываются на восьмом томе манги. Две серии OVA вышли в 1999 году. В OVA описываются события из середины манги и предполагают, что зритель знает начало истории. Также вышли в свет две книги: Gravitation и Gravitation: Voice of Temptation. Обе были написаны Маки Мураками. Изданы TokyoPop 30 марта 2006 года и 27 июня 2006 года, соответственно. Сейчас они доступны на английском в интернет-магазинах.

## Сюжет
Энергичный парень Синдо Сюити с группой Bad Luck, образованной с его школьным другом Хиро, стремится к вершине поп-индустрии Японии. Главная его цель — стать сенсацией в Японии, как его кумир — Сакума Рюити, который выступал в группе Nittle Grasper. После распада Nittle Grasper клавишник Сэгути Тома создал фирму NG, занимающуюся раскруткой молодых и талантливых исполнителей в Японии.
Как-то вечером Синдо Сюити бродил по парку, сочиняя новую песню, и случайно выронил листок, который тут же подхватил ветер. Бумажка попала в руки высокому светловолосому незнакомцу. Тот жестоко раскритиковал стихи, что очень задело Сюити. Это была их первая встреча. Сюити был так заинтригован незнакомцем, что решил во что бы то ни стало найти его и заставить извиниться. После Сюити понимает, что увлечён этим человеком, который оказывается известным романистом Юки Эйри, и своей заинтересованностью даёт начало их отношениям.
Помимо развития отношений между Юки и Сюити в Gravitaion также присутствует сюжет о восхождении на вершину славы группы Bad Luck. Bad Luck — только начинающая группа, выступающая на разогреве у первоначально более успешной группы ASK, чью музыку в аниме мы не слышим, быстро добивается успеха у зрителей. Возрождение легендарной группы Nittle Grasper в середине истории внесла свою лепту в судьбу Сюити. Невеста Юки Эйри, ждущая ответных чувств у Юки и считающая Сюити своим врагом, шантаж Сюити группой ASK, общественный скандал, вызванный откровением Юки Эйри в прямом эфире, тёмное прошлое возлюбленного Сюити, старания родных держать Сюити подальше от Юки, переменчивое отношение Юки к Сюити — все это предстояло пережить молодому парню. И, несмотря на все преграды, он сохранил свою любовь к Юки и привязал его к себе. Но конец аниме размыт и мы не можем понять как дальше развиваются отношения между Юки и Синдо.

## Персонажи

Накано Хироси

Тацуха Уэсуги

Сюити Синдо (яп. 新堂愁一 Синдо: Сю:ити) — (день рождения — 16 апреля) : Синдо Сюити — амбициозный 19-летний юноша, стремящийся походить во всем на своего кумира Сакуму Рюити — вокалиста из Nittle Grasper и добиться успеха в музыкальной индустрии. Хотя после встречи с Юки Эйри его приоритеты меняются, и Юки становится для него главной «целью». Юки Эйри отталкивает Сюити, но тот не сдаётся, чем и вызывает интерес у Юки. Сюити обладает бурным воображением и не умеет сдерживать свои эмоции, наивен и инфантилен, поэтому некоторые серьёзные сцены превращаются в комические. Ещё в школе Сюити и Хиро создали свой дуэт Bad Luck, впоследствии ставший трио. Синдо не только амбициозен, но и талантлив, оригинален и стремится к успеху. Благодаря этим его качествам, группой заинтересовались. Одновременно с этим, Сюити — ещё маленький ребенок, который не может разобраться в себе. :

Рюити Сакума

Сэйю: Томокадзу Сэки
Хироси Накано (яп. 中野浩司 Накано Хироси) — (день рождения — 4 августа) : Являясь лучшим другом Сюити, поддерживает его, относясь к нему, почти как к младшему брату. Хиро — гитарист Bad Luck. Ведёт себя сознательнее и спокойнее, чем инфантильный Сюити. Намеки на неразделённую любовь Хиро к Сюити появляются в аниме в первой серии, хотя не находят подтверждения в дальнейшем, так как Хиро сам толкает Сюити на первый шаг в отношениях с Юки и в какой-то степени помогает благоприятному развитию их отношений. Влюбляется в невесту Юки Эйри — Аяку из Киото. В моменты кризиса Хироси хотел бросить карьеру музыканта и поступить в медицинский колледж. Но Аяка отговорила его. Хиро достаточно принципиальный и работает не за деньги, а за идею и если пропадает идея, он готов отказаться от того, что он делает несмотря на уговоры.

Кэй

Сэйю: Ясунори Мацумото
Эйри Юки (яп. 由貴瑛里 Юки Эйри) — (день рождения — 23 февраля) : 22 года; известный писатель, романы которого имеют огромный успех у девушек и женщин в Японии. Настоящее имя — Эйри Уэсуги (Eiri Uesugi). «Юки» — псевдоним, взятый писателем в память о своём учителе, которого он убил в Америке в 16 лет. Так как Эйри родился со светлыми волосами (что необычно для японца), его отправили в Америку, где у него был учитель-японец Юки Китадзава. Учитель и ученик были очень близки, но позже Китадзава предал молодого Эйри, продав его бандитам, из-за чего мальчик убил его. Эта душевная травма прошлого скрытный характер предопределила Эйри и его холодное отношение к людям. Кроме родных тайну прошлого Эйри знает Сэгути Тома, который пришёл на место преступления и помог Эйри. Юки Эйри чувствует свою вину, что мешает ему ответить на чувства Сюити взаимностью. После Юки рассказывает Сюити о своём прошлом, чтобы отвязаться от него и не причинять ему больше страданий, но всё оказывается бесполезным — чувства Сюити к тому времени окрепли. В начале манги Эйри холоден ко всем, но теплота чувств Сюити смягчает характер Юки.

Сакано

Сэйю: Кадзухико Иноуэ
Тома Сэгути (яп. セグチ トーマ Сэгути То:ма) — (день рождения — 20 ноября) : 36 лет; клавишник в группе Nittle Grasper. Женат на сестре Юки Эйри — Мике. Президент звукозаписывающей компании NG, созданной им же после распада группы. Решения принимает больше опираясь на профессиональные интересы компании, чем на собственные эмоции. Например, Тома включает в группу Bad Luck ещё одного члена, несмотря на возражения Синдо Сюити. Сэгути защищает Юки Эйри, беспокоится о нём. Тома обвиняет себя за то, что Эйри убил Китадзаву, считая это своей ошибкой, потому что Сэгути был одним из тех, кто отправил Эйри в Америку. Отношения Юки Эйри и Сэгути Томы часто называют братскими, так как в одном из эпизодов аниме Сэгути говорит, что Эйри — тот, кого он любит больше всего на свете. Волнуясь о здоровье Юки Эйри, Тома пытается разделить его с Сюити, предлагая поехать за рубеж и писать романы там, видя главную причину страданий и стресса Юки в его отношениях с Сюити.
Сэйю: Ай Орикаса
Рюити Сакума (яп. さくま りゅいち一 Сакума Рюити) — (день рождения — 1 апреля) : 31 год; американец. Вокалист группы Nittle Grasper, талантливый исполнитель, принёсший славу группе. После её распада Сакума Рюити выступал с сольной программой в Америке. Именно ему принадлежала идея восстановить группу Nittle Grasper. Сакума часто помогает Синдо Сюити справиться с кризисом и улучшить свой вокал. В реальной жизни ведёт себя как ребёнок, но на сцене он профессионал, к тому же способен принять серьёзные правильные решения. Сакума становится фанатом и другом Сюити. Сначала, Сюити хотел стать вторым Сакумой, достичь его уровня, потом пытается стать лучше Рюити. Рюити все время ходит вместе с розовым кроликом Кумагору с помощью которого иногда выражает свои мысли, но умных мыслей от него сложно добиться: Рюити преображается только на сцене, там он становится серьёзным, отдаваясь песне полностью.
Сэйю: Каппэй Ямагути
Кэй (яп. ケイ Кэй) — (день рождения — 21 августа) : Бывший менеджер Сакумы Рюити, ставший теперь менеджером Bad Luck. Ему 36 лет, американец, поэтому по-японски говорит плохо, с акцентом, часто вставляет английские слова и выражения. В прошлом был на секретной службе в Лос-Анджелесе, где получил кличку «Кэй» (по манге настоящее имя Клод). Ведёт себя агрессивно и использует оружие при решении всех проблем в группе. Несмотря на то, что он часто не считается с мнением своих подопечных, Кэй — отличный менеджер. Он знает, куда нужно пойти, как и что делать, чтобы добиться успеха. Именно благодаря ему Bad Luck завоевала бешеную популярность. Так же он, преследуя свои корыстные идеи, помогает сблизиться Юки и Синдо Сюити, когда просит Юки об услуге.
Сэйю: Рётаро Окиаю
Сакано (яп. さかの Сакано) — (день рождения — 19 сентября) : Продюсер Bad Luck, по характеру представляет собой стереотип японского служащего — нервный и заискивающий перед начальством. К тому же, легко впадает в истерику по малейшему поводу. Когда Сакано узнает, что первая песня группы для концерта ещё не готова, он совершает попытку самоубийства, выбросившись с первого этажа здания. Для Сакано идол — Тома Сэгути, чьим менеджером он был до того, как занялся Bad Luck. Ранее Сакано был менеджером Bad Luck, но Сэгути Тома уволил его, сразу же наняв на должность продюсера. Несмотря на то, что Сакано — хороший работник, дела у него идут из рук вон плохо, потому что он не умеет заставлять людей делать то, что нужно, а в работе с творческими людьми нужна дисциплина. Он постоянно боится, что его актёры сделают что-то не то, и иногда не видит возможности сделать группу более популярной.
Сэйю: Такэхито Коясу
Тацуха Уэсуги (яп. うえすぎ たつは Уэсуги Тацуха) — (день рождения — 21 декабря) : 16 лет, брат Юки. Очень похож на брата внешне, хотя у него тёмные глаза и волосы. Голос также похож на голос Юки Эйри, но он был озвучен другим сэйю — Исикавой Хидэо. Тацуха постоянно с отцом, который служит священником в храме. Между тем, Тацуха яростный фанат Nittle Grasper и Сакумы Рюити, ездит на мотоцикле, пристает к Сюити, впрочем, после помогает Синдо наладить отношения с Юки. Тацуха очень быстро находит общий язык с Синдо на почве общих увлечений, но это заканчивается приставаниями, потому что мечта Тацухи «сделать это с Рюити», а Синдо на Рюити очень похож. Тацуха заботится об Аяке, но понимая, что с Юки она не будет счастлива, начинает помогать Синдо.
Сэйю: Хидэо Исикава
Аяка Усами (яп. うさみ あやか Усами Аяка) — (день рождения — 6 июня) : 17 лет, единственная послушница храма Рюуган, невеста Юки Эйри. После прочтения очередного романа Юки Эйри, сбежала из дома, чтобы увидеться с ним. Сюити привёл её в дом Эйри, считая это правильным, хотя в душе надеясь, что Юки будет холоден с Аякой. Юки же, напротив, узнав, что это была инициатива Сюити, приглашает Аяку в дом. Когда та падает в обморок, подхватывает её и заботится о ней, говоря, чтобы Сюити шёл домой. Из-за Аяки Сюити думает, что Юки не любит его, потому что он парень. Тацуха говорит Сюити, что они с Аякой похожи. Аяка узнает о том, что Юки живёт с Сюити, видит, что Синдо нравится Эйри. Она любит Юки, желает ему лучшего, поэтому позволяет Сюити остаться со своим возлюбленным. Чтобы перестать думать о Юки, соглашается на свидание с влюблённым в неё Хиро.
Сэйю: Риэ Танака
Сугуру Фудзисаки (яп. ふじさき すぐる Фудзисаки Сугуру) — (день рождения — 6 июля) : Несмотря на то что Фудзисаки 16 лет, он очень серьёзен и амбициозен. Сэгути Тома, которому Фудзисаки приходится кузеном, ставит его новым клавишником группы Bad Luck. Благодаря стараниям окружающих, Сюити одобрил Фудзисаки, как нового члена группы. Впрочем, Фудзисаки часто выходит из себя, не вынося неустойчивости характера Сюити. Молодой клавишник Bad Luck восхищается Томой, игравшим в Nittle Grasper. Но, с течением времени, Сугуру хочет уже не подражать своему кузену, но превзойти его. Фудзисаки обожает RPG-игры. Для Сугуру работа в группе больше напоминает соревнование с Томой, которого он не может подвести и которому он не может проиграть, именно из-за этого ему так не нравится отношение Синдо к работе.
Сэйю: Фудзико Такимото
Норико Укаи (яп. うかい のりこ Укаи Норико) — (день рождения — 5 августа) : 28 лет; бывший менеджер и клавишник Nittle Grasper. В манге по просьбе Сэгути Томы ненадолго становится клавишником Bad Luck, потом её заменяет Фудзисаки Сугуру. Норико часто относится к Сакуме Рюити, как к младшему брату. Муж Норико, Тэцуя Укаи — известный ресторанный критик и профессор в университете. У них есть ребёнок, которому уже 6 лет. По аниме сложно сказать, что Норико — 28 лет, скорее 18 — 20. Она веселая, приветливая, но часто ревнует, по-настоящему или наигранно, Рюити к другим людям. Чаще всего их можно встретить вместе. Её иногда раздражает несерьезное поведение Рюити, но в общем, она относится к нему хорошо.
Сэйю: Харуна Икэдзава
Мика Сэгути (яп. せぐち みか Сэгути Мика) — : Старшая сестра Юки Эйри и Уэсуги Татсухи. Ей 29 лет, замужем за Сэгути Томой. Заботится о Юки, волнуясь о его отношениях с Сюити. Понимая, что Сюити сильно любит её брата, благодарит его за это. Хотя точно понять за она или против их отношений нельзя. Скорее всего, она хочет, чтобы Эйри был счастлив с Сюити, потому что именно Сюити делает Юки счастливым. В манге мы узнаем, что Тома и Мика собираются завести ребёнка. Мика замечает, что её муж, Тома, заботится больше о её брате, чем о ней. В манге мы видим её раздражение, когда Тома ласков с Юки Эйри, что совсем не показано в аниме. Мика старается сделать все, чтобы Юки наладил отношения с семьёй, но у неё это плохо получается.
Сэйю: Хироми Цуру

Аяка Усами

Сугуру Фудзисаки

Норико Укаи

Мика Сэгути

Ма-кун и Кен-тян — Другие члены группы ASK. Не поддерживали Айзаву, когда тот шантажом пытался прервать удачно начавшуюся карьеру Сюити. Несмотря на то, что они не любили группу Bad Luck как конкурентов, им всё же было свойственно более цивилизованное решение проблемы, и своего лидера они не совсем понимали. Одному члену группы даже пришлось расплачиваться за грязные методы Айдзавы здоровьем. Чаще всего поступки Айдзавы воспринимались с сильнейшим удивлением, но при этом против лидера Ма и Кен идти не решались.
Сэйю: Хидэки Огивара и Юки Мацуда
Юдзи Накано — Старший брат Хироси Накано. 23 года, актёр. Родители разочарованы в нём, поэтому ожидают большего от Хиро, желая ему карьеры врача. Юдзи останавливает Хиро, когда тот собирается отказаться от своей мечты, чтобы удовлетворить желания родителей.
Юки Китадзава — Учитель Эйри в Америке. Однажды он, будучи пьяным, пытался изнасиловать Эйри и продал его за 10 долларов бандитам. Тогда Эйри, не соображая, что делает, убил Китадзаву. В манге Эйри убил ещё и одного из друзей Китадзавы, который заплатил ему. Эйри говорит, что помнит немногое из произошедшего. После шока осознает, что очнулся на руках у Томы. В аниме в конце 13-й серии показана могила Китадзавы, на которой написано: «Here lies the body of Yuki Kitazawa, I hope to heaven his soul is gone», что в дословном переводе значит: «Здесь лежит тело Юки Китадзавы, надеюсь, его душа унеслась в небеса».
Маико Синдо (яп. 新堂真衣子) — Сестра Сюити. Принимает активное участие в действиях первых нескольких глав манги, потом пропадает из сюжета. Маико — фанатка Юки Эйри. В первых главах манги встречалась с президентом школы, устроила шоу талантов, которое Сюити и Хиро провалили.
Кумагоро — Не является живым персонажем; игрушка Сакумы Рюити в виде розового зайца. Рюити всегда носит её с собой. В аниме, он подарил её Сюити, когда тот рыдал из-за того, что дуэт Bad Luck стал трио. Кумагоро в руках Рюити оживает и разговаривает голосом хозяина. Через Кумагоро Рюити иногда выражает свои мысли.

## Манга
Volume 1 — 200 страниц
Volume 2 — 216 страниц
Volume 3 — 216 страниц
Volume 4 — 216 страниц
Volume 5 — 224 страницы
Volume 6 — 216 страниц
Volume 7 — 232 страницы
Volume 8 — 224 страницы
Volume 9 — 224 страницы
Volume 10 — 216 страниц
Volume 11 — 192 страницы
Volume 12 — 208 страниц
- Несколькими годами позже окончания Гравитации Мураками продолжила историю в Gravitation — EX, которую называют второй частью или вторым сезоном манги. Несмотря на постоянные перерывы в выходе треков, в свет был выпущен 13-й том.
- Помимо основной манги, Маки Мураками создала цикл додзинси, включающий несколько произведений, названных Ремиксами (Gravitation Remix), вышедший отдельным томом. Помимо этого, Мураками создала 3 додзинси-мегамикса: Megamix, Megamix: Panda и Megamix: Kumagorou. Весь цикл додзинси Мураками к собственным произведениям носит название Crocodile Ave.

## Аниме

### Список серий
| 01 | «Gravitation»       | 04.10.2000 |
| Сюити пытается написать песню, но не находит вдохновения. В парке он встречается с незнакомцем, который критикует его стихи, и Сюити, расстроившись, решает найти незнакомца и заставить его извиниться.                                                                                                 |                     |            |
| 02 | «Live in Soul»      | 11.10.2000 |
| В Японию из Америки возвращается Сакума Рюити. Bad Luck готовятся к концерту, но репетиция прерывается, так как Сэгути Мика увозит Сюити в бар, где просит убедить Юки вернуться домой к семье. |                     |            |
| 03 | «Stray Heart»       | 18.10.2000 |
| Глава компании NG Тома берётся за Bad Luck после их успешного выступления на сцене и предлагает ещё одного члена в группу. Сюити рьяно выступает против того, чтобы группа стала трио. |                     |            |
| 04 | «Wave Shock»        | 25.10.2000 |
| Сюити решает переехать жить к Юки — он появляется у него на пороге с вещами. С большим трудом ему удаётся уговорить Юки оставить его у себя хотя бы на одну неделю. Члены Bad Luck знакомятся с новым менеджером группы — Кеем, который раньше был менеджером Сакумы Рюити. Кэй везёт их на телевидение. |                     |            |
| 05 | «Winding Road»      | 01.11.2000 |
| Кэй сообщает членам группы, что через два дня будет дебютный концерт Bad Luck. По пути домой Сюити и Хиро встречают Аяку Усами и спасают её от пристающих парней. Дома Сюити находит брата Юки, который приехал, чтобы вернуть Аяку — невесту Юки — домой в Киото.                                       |                     |            |
| 06 | «Shady Scheme»      | 08.11.2000 |
| К Юки приходит поговорить сестра, но Сюити и Мика доводят Юки, обсуждая какой он милый, и Юки выгоняет их из квартиры. Мика предостерегает Сюити — он ведь ещё многого не знает о Юки. Айзава узнает о чувствах Сюити к Юки, избивает его с помощью наемников и шантажом заставляет уйти из группы.      |                     |            |
| 07 | «Ground Zero»       | 15.11.2000 |
| Сюити решает уйти из группы, чтобы не причинить вреда Юки. Юки, узнав, что сделали с Сюити, приезжает к Айзаве. Чтобы больше такого не произошло, Юки оставляет Сюити и переезжает. |                     |            |
| 08 | «Song and Song»     | 22.11.2000 |
| Nittle Grasper воссоединяются после нескольких лет, становясь главными конкурентами Bad Luck. Айзава пытается отомстить Юки, но Тома угрожает ему и советует лечь на дно. Bad Luck и Nittle Grasper выступают на одной сцене.                                                                            |                     |            |
| 09 | «The Deepest Brain» | 29.11.2000 |
| Юки посещает врача из-за проблем со здоровьем. Кэй встречает Юки и просит его поддержать Сюити, который, похоже, потерял веру в себя. Тут и начинается гонка за продажу миллиона копий альбома. Журналисты узнают об отношениях Сюити и Юки.                                                             |                     |            |
| 10 | «Heads or Tails»    | 07.12.2000 |
| Хиро хочет уйти из группы. Юки просит Аяку разубедить Хиро и вернуть его в группу. Аяка соглашается на свидание с Хиро, если их группа продаст миллион дисков. |                     |            |
| 11 | «Secret Day»        | 13.12.2000 |
| Юки попадает в больницу, и Тома просит его уехать из Японии и перестать видеться с Сюити, считая его причиной болезни Юки. Юки соглашается с Томой. Сюити слышит их разговор. Юки берёт Сюити на обещанное свидание и рассказывает ему о своём прошлом.                                                  |                     |            |
| 12 | «Breathless»        | 20.12.2000 |
| Юки пропадает, Сюити ищет его повсюду, Тома говорит Сюити, что Юки уехал в Америку из-за него. Сюити хочет любыми способами последовать за Юки. Но, в конце концов, Сюити сдаётся и с рвением берётся за работу.                                                                                         |                     |            |
| 13 | «Got it All»        | 10.01.2001 |
| Сюити теряет голос из-за Сакумы Рюити. Тома отправляется в Америку на поиски Юки. Рюити раскрывает Сюити путь к успеху. Сюити дописывает песню, которую в первый день их встречи критиковал Юки и едет в Америку за своим возлюбленным.                                                                  |                     |            |

### Саундтрек
Список композиций:
01. SUPER DRIVE / silent beat mix (Asakura Daisuke / Instrumental) [1:41]
02. SUPER DRIVE / sakanoueyo-suke (Nittle Grasper / TV series opening theme) [3:52]
03. SUPER DRIVE / pure silence mix (Asakura Daisuke / Instrumental) [2:15]
04. SUPER DRIVE / zero basement mix (Asakura Daisuke / Instrumental) [2:55]
05. The First Dimension (Asakura Daisuke / Instrumental) [1:06]
06. Glaring Dream / secret dream air mix (Asakura Daisuke / Instrumental) [3:00]
07. Glaring Dream / a light in the black mix (Asakura Daisuke / Instrumental) [1:59]
08. Glaring Dream (Bad Luck — Kotani Kinya & Mad Soldiers / TV series ending theme) [5:05]
09. Missing Piece (Asakura Daisuke / Instrumental) [1:27]
10. Melting Noise (Asakura Daisuke / Instrumental) [1:58]
11. Liquid Brain (Asakura Daisuke / Instrumental) [1:27]
12. POWER CAVE (Asakura Daisuke / Instrumental) [1:37]
13. Sleepless beauty / sacred beauty air mix (Asakura Daisuke / Instrumental) [2:49]
14. Hypnotic Distortion (Asakura Daisuke / Instrumental) [2:17]
15. Sleepless beauty / K.ITO + D.K (Nittle Grasper) [3:12]
16. Sleepless beauty / snake bite mix (Asakura Daisuke / Instrumental) [2:51]
17. THE RAGE BEAT / zoom mix (Asakura Daisuke / Instrumental) [3:11]
18. THE RAGE BEAT (Bad Luck — Kotani Kinya & Mad Soldiers) [3:56]
19. THE RAGE BEAT / the last element mix (Asakura Daisuke / Instrumental) [1:28]

## Аудио
Было сделано 8 аудио-дорам для Gravitation с участием большинства сэйю из аниме и OVA серий. 5 из них повторяют сюжет манги, три последних содержат новый материал.
- Открывающая тема для аниме серий — «SUPER DRIVE», исполненная Ёсукэ Саканоуэ.
- Закрывающая тема — «Glaring Dream», исполненная Кинъей Котани.
- Котани Кинъя исполнил обе темы для OVA: «Blind Game Again» (открывающая тема) и «Smashing Blue» (закрывающая тема ). Остальные треки в аниме и OVA (не считая музыки с последних трех альбомов аудио-драм) были созданы при участии Дайсукэ Асакуры. В создании многих треков принимал участие гитарист Кэнъити Ито.
- Главной песней у группы Bad Luck является «The Rage Beat»; у Nittle Grasper — «Sleepless Beauty». Эти два трека звучат в аниме чаще всего.
- Многие композиции из Gravitation популярны в степ-играх.